# تورستن غوستافسون (فيزيائي)
تورستن غوستافسون (بالسويدية: Torsten Gustafson)‏ هو فيزيائي سويدي، ولد في 8 مايو 1904 في فالكنبرغ في السويد، وتوفي في 27 مايو 1987 في لوند في السويد.